# 丽泽桥 (桂林)

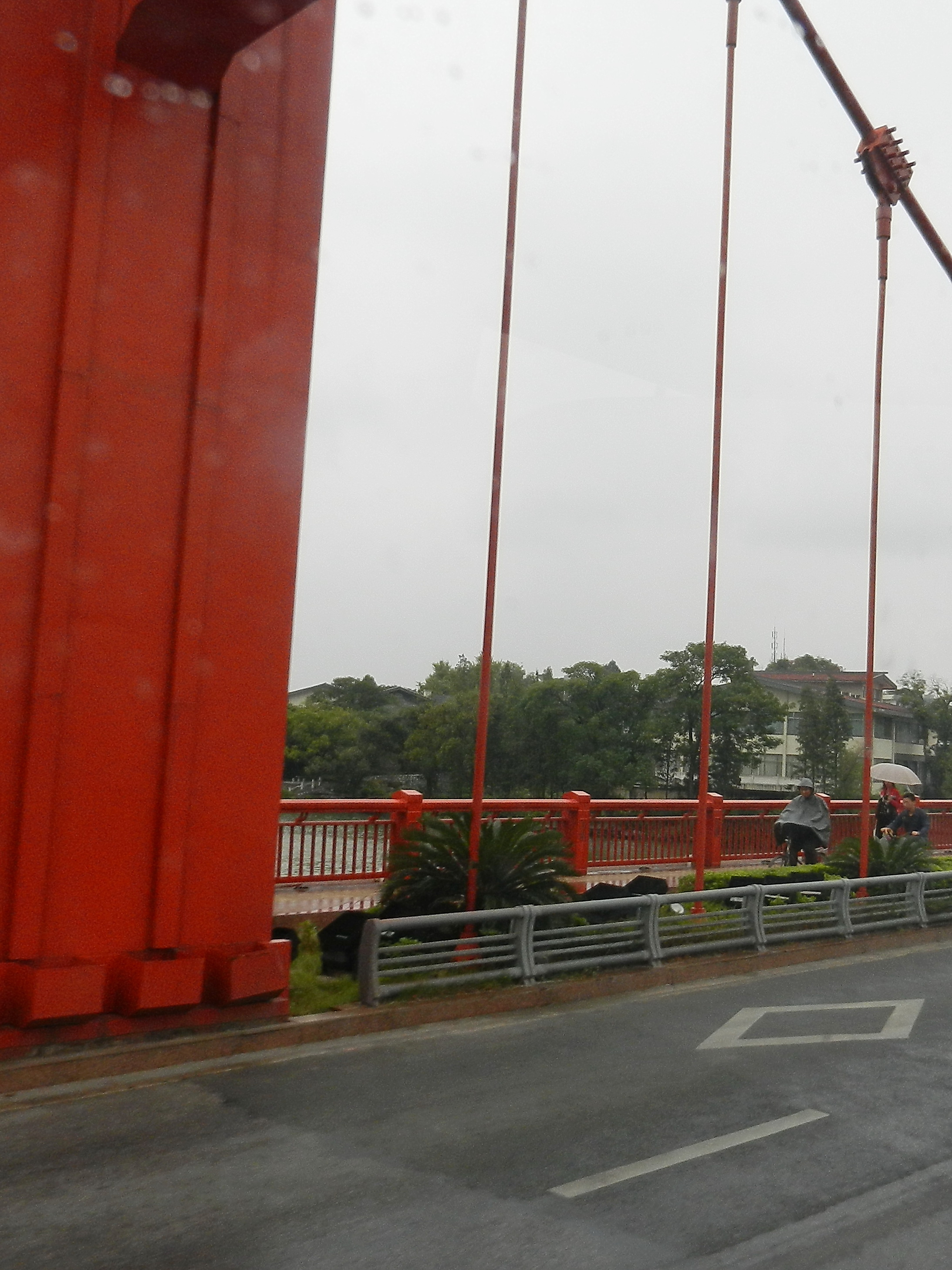
桂林丽泽桥

丽泽桥位于广西桂林市区内丽君路东段，跨丽泽湖，中国第一座自锚式柔性悬索桥。
桥跨径25m+70m+25m，全长120m，宽25.5m，两座主塔高17米，中间单孔跨度米，为桂林市桥梁单孔跨度之最，双向四车道。

## 印象
丽泽桥模仿美國布魯克林大橋設計，尽可能地拓宽了湖面，开阔了视野。桥面平直，两座主塔竖直耸立，主塔间有钢丝相连作为承接和装饰用，塔身和整体都呈红色，故有市民称之红桥。红桥的夜景颇为娇气俏丽，灯光装饰着主塔和整个桥身，有异国之感。
主塔上每条钢索长 139.352 米，净重 22 吨，每根悬索用 36 根吊杆与钢梁连接，承受桥体向下的重力。

## 意义
- 是中国第一座自锚式柔性悬索桥。
- 牵引桥的巨大钢索是中国桥梁建设史上最大的悬索。